# 버나 펠턴

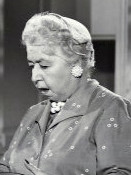

버나 펠턴(Verna Felton, 1890년 7월 20일 ~ 1966년 12월 14일)는 미국의 배우, 성우, 영화배우, 라디오 DJ이다.
살리나스에서 태어났으며 할리우드에서 사망하였다. 사인은 뇌졸중이다.

## 방송
- 프린스톤 가족
- 왈가닥 루시

## 영화
- 정글북 (1967년)
- 고인돌 가족 플린스톤 (1960년)
- 잠자는 숲속의 공주 (1959년) - 요정 플로라 목소리 역
- 피크닉 (1955년)
- 레이디와 트램프 (1955년)
- 돈 보더 투 노크 (1952년)
- 왈가닥 루시 (1951년)
- 이상한 나라의 앨리스 (1951년)
- 건파이터 (1950년)
- 덤보 (1941년)
- 이프 아이 해드 마이 웨이 (1940년)